# Änderungsverbot
Als Änderungsverbot bezeichnet man im Urheberrecht eine einschränkende Bestimmung für die Nutzung bestimmter Werke. Ein Änderungsverbot verbietet die Vornahme von Änderungen am Werk und kommt dann zum Tragen, wenn das Werk unter Inanspruchnahme bestimmter urheberrechtlicher Schrankenbestimmungen ohne Zustimmung des Urhebers bzw. Rechteinhabers genutzt werden darf. Mit dem Änderungsverbot wird insoweit ein Interessensausgleich zwischen dem Urheber bzw. Rechteinhaber und dem Werknutzer bezweckt.

## Deutsche Rechtslage

### Inhalt
§ 62 UrhG regelt den zulässigen Umfang von Änderungen im Rahmen der gesetzlich erlaubten Nutzung eines Werkes: Die Norm stellt klar, dass der Schutz der urheberpersönlichkeitsrechtlichen Interessen des Urhebers vor Eingriffen in die Werkintegrität nicht nur allgemein (§ 14 UrhG) und innerhalb von Nutzungsverträgen (§ 39 UrhG) gilt, sondern auch bei der Nutzung im Rahmen der gesetzlichen Schrankenregelungen zu beachten ist.
Abs. 1 enthält – für den gesamten Bereich der Urheberrechtsschranken – den Grundsatz, dass keine Änderungen vorgenommen werden dürfen. Änderungen, zu denen der Urheber seine Einwilligung nach Treu und Glauben nicht versagen kann, sind allerdings zulässig (§§ 62 Abs. 1 Satz 2, § 39 UrhG). Das Änderungsverbot gilt somit nicht absolut, sondern ist selbst auch Gegenstand einer Interessenabwägung. Einige Schranken sind auch überhaupt fast nur im Zusammenspiel mit der Vornahme gewisser Änderungen denkbar sind, etwa die Aufnahme eines Kunstwerks in einen Ausstellungskatalog (§ 58 UrhG), die mit einem Dimensionswechsel einhergehen wird. Ein typisches Beispiel für eine nach Treu und Glauben zulässige Änderung liegt auch etwa vor, wenn unter Berufung auf die Zitierfreiheit (§ 51 UrhG) eine Formulierung in der indirekten Rede wiedergegeben wird. Andererseits ist zu bedenken, dass die Interessen der Werknutzer bei der Beurteilung nach § 62 UrhG nach wohl herrschender Ansicht in der Literatur restriktiver zu werten sind als im Rahmen von § 39 UrhG, weil der Urheber bei der Ausnutzung von Urheberrechtsschranken schon die Nutzung (geschweige denn die Änderung) nicht eigens gestattet hat.
Nach Abs. 2 dürfen Übersetzungen, Auszüge und Übertragungen in eine Tonart oder Stimmlage vorgenommen werden, soweit der Benutzungszweck dies erfordert. Abs. 3 legt für Werke der bildenden Künste und Lichtbildwerke fest, dass Übertragungen in eine andere Größe und solche Änderungen zulässig sind, die durch das Vervielfältigungsverfahren bedingt sind. Abs. 4 enthält schließlich besondere Bestimmungen für Sammlungen für den religiösen Gebrauch, Nutzungen für Unterricht und Lehre und für die Nutzung in Unterrichts- und Lehrmedien. Seit 2017 sind insbesondere Änderungen bei der Nutzung für Unterricht und Lehre (§ 60a UrhG) sowie für Unterrichts- und Lehrmedien (§ 60b UrhG) nicht mehr einwilligungspflichtig, wenn die Änderungen deutlich sichtbar kenntlich gemacht werden (Abs. 4 Satz 4).

### Anwendungsbereich
Erfasst werden von § 62 Werknutzungen im Rahmen von Abschnitt 6 des Urheberrechtsgesetzes („Schranken des Urheberrechts“), also der §§ 44 ff. Zusätzlich gilt das Änderungsverbot auch für Schrankenregelungen im Bereich der verwandten Schutzrechte, die auf Bestimmungen in Abschnitt 6 verweisen (im Einzelnen §§ 70 Abs. 1, 71 Abs. 1 Satz 3, 72 Abs. 1, 83, 85 Abs. 4, 87 Abs. 4, 87g Abs. 4 Satz 2, 94 Abs. 4, 95 i. V. m.94 Abs. 4 UrhG). Obwohl zu Abschnitt 6 gehörig, soll das Änderungsverbot nach überwiegender Literaturmeinung nicht auf privilegierte Verwertungshandlungen durchgreifen, die im privaten Bereich stattfinden (insbesondere als Privatkopie gemäß § 53 Abs. 1 UrhG). Damit wird auch ein Wertungswiderspruch zu § 23 Abs. 2 UrhG verhindert, der (im Umkehrschluss) den Grundsatz der Herstellungsfreiheit von Bearbeitungen oder anderen Umgestaltungen enthält.
Seit dem Vorziehen des § 61 a.F. (Zwangslizenz zur Herstellung von Tonträgern) in § 42a UrhG ist das Änderungsverbot des § 62 UrhG darauf dementsprechend auch nicht mehr anwendbar. Schließlich verweist § 5 UrhG (amtliche Werke) in Abs. 2 auf das Änderungsverbot und nimmt insoweit eine Sonderstellung ein, weil diese Werke ansonsten urheberrechtlich schutzlos sind; dem trägt die Formulierung von § 5 Abs. 2 Rechnung, der zufolge § 62 UrhG „entsprechend“ anzuwenden ist. In der Tat fehlt es bei amtlichen Werken auch an der urheberpersönlichkeitsrechtlichen Dimension des Änderungsverbots, gebührt seine Wahrnehmung doch nicht dem Urheber, sondern dem Rechtsträger der betreffenden Behörde.

## Österreich
§ 57 Abs. 1 UrhG bestimmt: Die Zulässigkeit von Kürzungen, Zusätzen und anderen Änderungen an dem Werke selbst, an dessen Titel oder an der Urheberbezeichnung ist auch bei freien Werknutzungen nach § 21 zu beurteilen. Sinn und Wesen des benutzten Werkes dürfen in keinem Fall entstellt werden.